# Dragotin Cvetko
Dragotin Cvetko, slovenski muzikolog in skladatelj, * 19. september 1911, Vučja vas pri Ljutomeru, † 2. september 1993, Ljubljana.

## Življenjepis
Dragotin Cvetko, brat Cirila Cvetka in Vladimirja ter sin očeta Frana in matere Alojzije (roj. Freuensfeld), je študiral na glasbenem konzervatoriju in na Filozofski fakulteti v Ljubljani, iz kompozicije se je izpopolnjeval še v Pragi. Leta 1938 je doktoriral z disertacijo Problemi občega muzikalnega vzgajanja ter izobraževanja. V letih 1938−43 in 1945-62 je bil docent, izredni in redni profesor na ljubljanski Akademiji za glasbo. Kot odposlanec se je udeležil Zbora odposlancev slovenskega naroda v Kočevju. Od 1944-1945 je bil član kolegija Znanstvenega inštituta pri Slovenskem narodnoosvobodilnem svetu. V letih 1962−1981 je bil profesor za zgodovino slovenske in novejše svetovne glasbe in predstojnik oddelka za muzikologijo (njegov ustanovitelj) na Filozofski fakulteti v Ljubljani. Leta 1982 mu je Univerza v Ljubljani podelila naslov zaslužnega profesorja in 1990 častni doktorat. Bil je podpredsednik Mednarodnega muzikološkega društva (1967-72), od leta 1967 dopisni (oz. izredni), 1970 pa redni član Slovenske akademije znanosti in umetnosti, od leta 1968 dopisni član Srbske akademije znanosti in umetnosti, od 1979 Hrvaške akademije znanosti in umetnosti ter od 1978 častni član Hrvatskega glasbenega zavoda. Prejel je Prešernovo nagrado (1961) za Zgodovino glasbene umetnosti na Slovenskem, Herderjevo nagrado (1972), nagrado Avnoja (1982) in Kidričevo nagrado (1988). Bil je mdr. tudi zaslužni član Slovenske matice.
Sprva se je zanimal za probleme glasbene teorije in vzgoje, že kmalu po 1945 pa se je osredotočil na glasbeno zgodovino. Z obsežnimi deli, ki temeljijo na kritičnem študiju virov in upoštevajo problematiko glasbenega stila, je postavil trdne temelje slovenski glasbeni zgodovini in dal pobudo za nastajanje sorodnih del pri drugih jugoslovanskih narodih. Izredno so pomembne njegove kritične izdaje kompozicij, prve te vrste na Slovenskem (Skladatelji Gallus, Plautzius, Dolar in njihovo delo, 1963; J. Gallus Carniolus, Harmoniale morales, 1966; J. Gallus Carniolus, Moralia, 1968). V jugoslovanskih in tujih revijah je objavil številne razprave. Sodeloval je na mednarodnih muzikoloških kongresih in simpozijih ter predaval na raznih univerzah, znanstvenih ustanovah in radijskih oddajah. Po letu 1945 se je zavzel za študij muzikologije v Sloveniji in Jugoslaviji. Rezultat njegovih prizadevanj je bila 1962 ustanovitev oddelka za muzikologijo na Filozofski fakulteti v Ljubljani. Leta 1965 je začel izdajati Muzikološki zbornik s prispevki domačih in tujih strokovnjakov. Leta 1972 je utemeljil Muzikološki inštitut SAZU, ki je začel delovati leta 1980.